# Viorica Dancilaová
Viorica Dancilaová (rumunsky Vasilica Viorica Dăncilă; * 16. prosince 1963 Roșiorii de Vede) je rumunská sociálnědemokratická politička a mezi roky 2018–2019 předsedkyně vlády Rumunska, jakožto první žena v tomto úřadu. Před jmenováním do úřadu působila v letech 2009–2018 jako poslankyně Evropského parlamentu.

## Životopis
Dne 17. ledna 2018 se stala vůbec první předsedkyní rumunské vlády v historii, po jmenování prezidentem Klausem Iohannisem, poté co byl z úřadu sesazen její stranický kolega Mihai Tudose (PSD), který stejně jako jeho předchůdce Sorin Grindeanu (PSD) neustál v úřadu kvůli mocenským a zákulisním neshodám se svým stranickým předsedou Liviem Dragneou (PSD).
Platila za ideovou stoupenkyni předsedy strany Livia Dragnei.